# Kostel svatého Mikuláše (Stari Grad)
Kostel svatého Mikuláše (chorvatsky Crkva sv. Nikole u Starom Gradu nebo Crkva sv. Mikule u Starom Gradu) je kostel, který se nachází na chorvatském ostrově Hvar, ve městě Stari Grad.

## Historie
Kostel je poprvé zmiňován ve 14. století jako "ecclesia sancti Nicolai Civitatis Veteris". Nejstarší část kostela je románská z přelomu 12. a 13. století. Kostel byl postaven v roce 1485 na předělu gotického a renesančního slohu a byl dostavěn v 16. století. Svatý Mikuláš je patronem námořníků a proto je společenství námořníků spojeno s tímto kostelem. Jsou tu umístěny jejich votivní dary: modely plachetnic a obrazy lodí v bouři.

## Popis
Jedná se o jednolodní kamenný kostel s obdélníkovou apsidou. Na západním průčelí je renesanční portál s lunetou, a nad ním je goticko-renesanční rozeta. Ve vrcholu štítu je zvonice. Boční portál se nachází na severní straně.

### Zařízení kostela

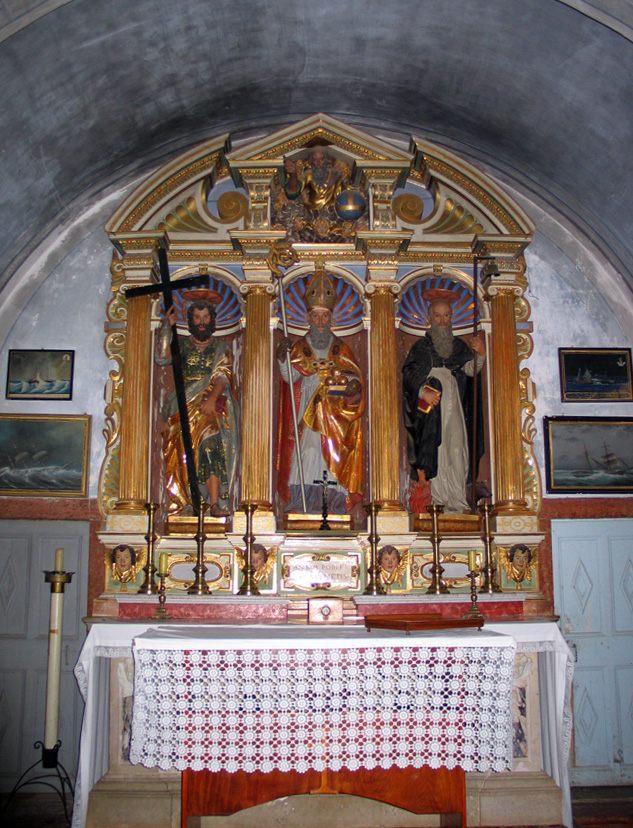
Hlavní oltář kostela.

Na hlavním oltáři je trojice barokních soch: sv. Mikuláš, sv. Ondřej a sv. Antonín Opat ze zlaceného dřeva, dílo benátského sochaře Antonia Pori z roku 1614. Je zde také deset dřevěných soch apoštolů, práce benátského řezbáře Francesca Ciabaty ze 17. století. Podle legendy dvě zbývající sochy apoštolů vyměnili námořníci při své cestě z Itálie za jídlo a víno, když kvůli špatnému počasí nemohli opustit Mali Lošinj. Tento soubor soch byl do roku 1864 umístěn v farním kostele sv. Štěpána.
V kostele se dále nacházejí oltář svatého Jeronýma, oltář zvěstování Panně Marii a oltář svatého Kříže (zvaný také oltář svaté Reparáty). Je zde i sarkofág s ostatky neznámé římské křesťanky - mučednice.
Vedle oltáře je otvor, který spojuje kostel s malým kamenným prostorem přistavěným na jižní straně kostela. V této místnosti se nechala v roce 1559 zazdít 25letá poustevnice Lukrica z ostrova Brač. Žila zde dalších 35 let a po své smrti zde byla pohřbena.
Cypřiš před kostelem byl zasazen v roce 1865.

## Další

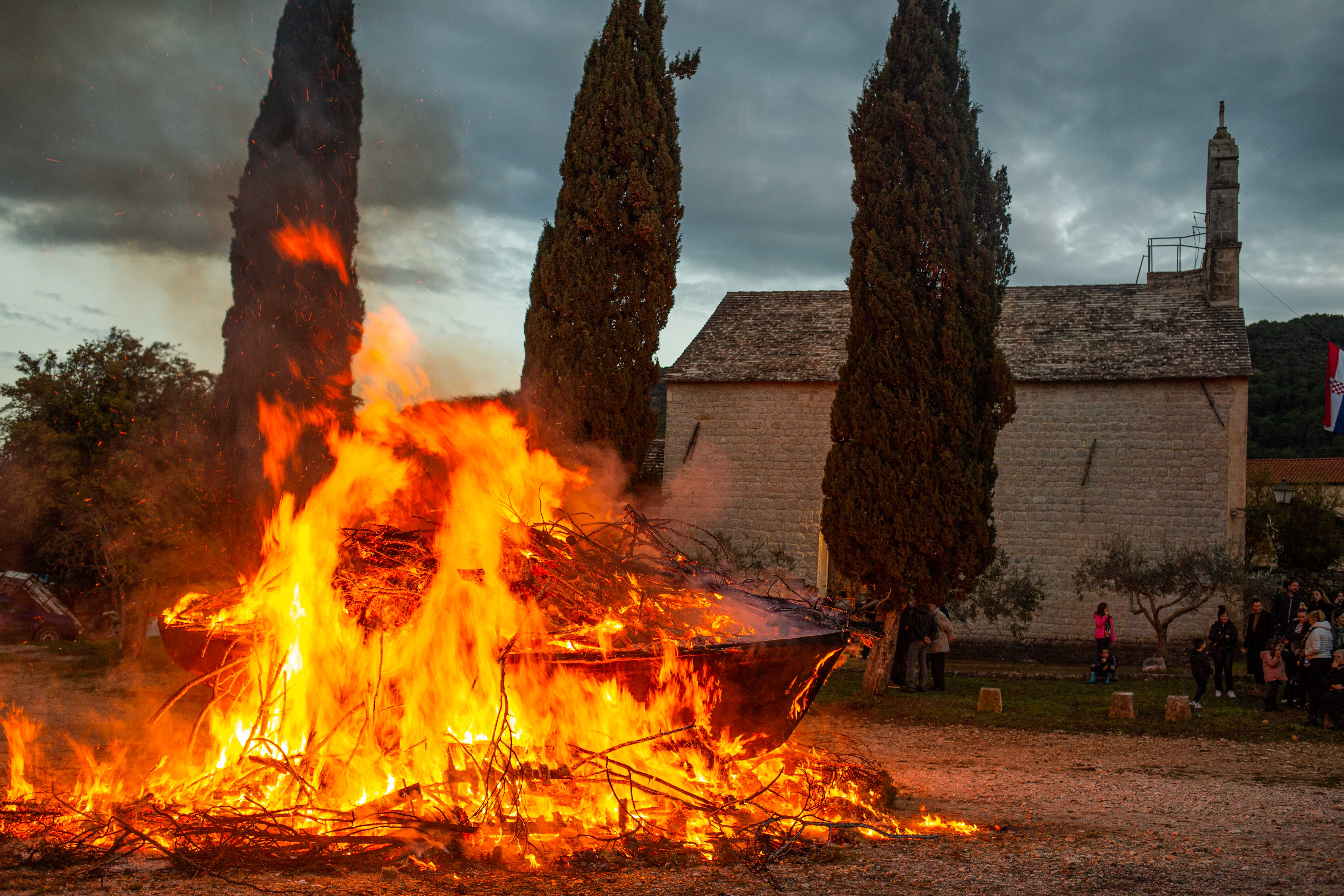
Předvečer svátku svatého Mikuláše ve Starém Gradu.

Každý rok v předvečer svátku svatého Mikuláše je před kostelem obřadně spálen starý dřevěný člun jako oběť za spásu námořníků plavících se po mořích.